# مکسی موندز
ماکسی موندز (انگلیسی: Maxi Mounds؛ زادهٔ ۲۵ اکتبر ۱۹۷۲) یک بازیگر پورنوگرافی اهل ایالات متحده آمریکا است.